# Litewska Formuła Easter
Litewska Formuła Easter – cykl wyścigów samochodowych rozgrywanych w Litewskiej SRR według przepisów Formuły Easter.

## Mistrzowie
| Sezon | Mistrz                    | Zespół                    | Samochód                  |
| ----- | ------------------------- | ------------------------- | ------------------------- |
| 1978  | Gediminas Neverauskas     | DOSAAF Janów              | Estonia 19-Łada           |
| 1979  | Antanas Juriavičius       | DOSAAF Kowno              | Estonia 19-Łada           |
| 1980  | Rimantas Paragis          | Žalgiris Wilno            | Estonia 19-Łada           |
| 1981  | Gediminas Neverauskas     | DOSAAF Janów              | Estonia 20-Łada           |
| 1982  | Valdas Jonušis            | DOSAAF Wilno              | Estonia 20-Łada           |
| 1983  | Valdas Jonušis            | DOSAAF Wilno              | Estonia 20-Łada           |
| 1984  | Valdas Jonušis            | DOSAAF Wilno              | Estonia 20-Łada           |
| 1985  | Valdas Jonušis            | DOSAAF Wilno              | Estonia 20-Łada           |
| 1986  | Valdas Jonušis            | DOSAAF Wilno              | Estonia 21M-Łada          |
| 1987  | Valdas Jonušis            | DOSAAF Wilno              | Estonia 21M-Łada          |
| 1988  | Mindaugas Dainauskas      | DOSAAF Wilno              | Estonia 21M-Łada          |
| 1989  | Mindaugas Dainauskas      | DOSAAF Wilno              | Estonia 21M-Łada          |
| 1990  | mistrzostw nie rozgrywano | mistrzostw nie rozgrywano | mistrzostw nie rozgrywano |
| 1991  | Arūnas Žilionis           | DOSAAF Kowno              | Estonia 21.10-Łada        |